# Гагарин (аэропорт)
Гагарин — международный аэропорт города Саратова. Находится в Саратовской области, к северу от села Сабуровка. Расстояние по прямой между старым и новым аэропортами составляет 20 км (на северо-восток).

## История
Идея строительства нового аэропорта в городе Саратове принадлежала депутату Государственной Думы Вячеславу Володину, который высказал её в 2005 году. Тогда в это мало кто верил.
Но в связи с необходимостью закрытия по соображениям безопасности действующего аэропорта Саратов-Центральный в 2007 году состоялась встреча Володина с руководством министерства транспорта и министерства экономики, на которой было принято решение о строительстве нового аэропорта за чертой Саратова. В ноябре 2007 года министерство транспортного развития Саратовской области подписало контракт на проведение изыскательских работ по выбору площадки под строительство нового аэропорта Саратова. По состоянию на март 2008 года рассматривались три площадки: Свинцовка (Саратовский район), Сабуровка, Радищево (Новобурасский район), на развилке автодороги Базарный Карабулак — Вольск в 50 км от Саратова). Весной 2008 года была выбрана площадка в Сабуровке.
11 декабря 2008 года вопрос о строительстве аэропорта рассматривался Саратовской областной думой. Сроки начала проектных работ, строительства подтверждены. Решился вопрос с выкупом земли, находящейся в собственности у фермеров. В октябре 2009 года на Саратовском телевидении прошёл сюжет, подтверждающий сроки строительства нового аэропорта (до 2015 года). В конце июня 2011 года Правительство Саратовской области завершило выкуп земли под строительство аэродрома. Победителем аукциона на проектирование инженерной инфраструктуры и коммуникаций стало ОАО «Волгомост». 28 сентября 2012 года объявлен конкурс на строительство первой очереди аэропорта в Сабуровке.
10 октября 2012 года состоялась церемония закладки первого камня в строительство нового аэропорта в селе Сабуровка. Предполагалось, что новый аэропорт, как и ныне существующий, будет иметь название «Центральный». Саратовские экологи подвергли критике проект строительства аэропорта вблизи Сабуровки.
В августе 2013 года было сообщено о корректировке проекта нового аэропорта с целью включения в его состав аэровокзала (в прежнем проекте аэровокзал не был предусмотрен, и пассажирам пришлось бы регистрироваться в старом аэропорту, после чего ехать в Сабуровку). Кроме того, были изменены характеристики покрытия взлётно-посадочной полосы, чтобы она смогла принимать все типы самолётов. На месте строительства аэродрома был снят растительный грунт, выполнена планировка и укладка тощего бетона на взлётно-посадочной полосе, рулёжных дорожках и перроне, начаты работы по установке ограждения аэродрома, укладке кабельных линий, строительству патрульной дороги и командно-диспетчерского пункта.

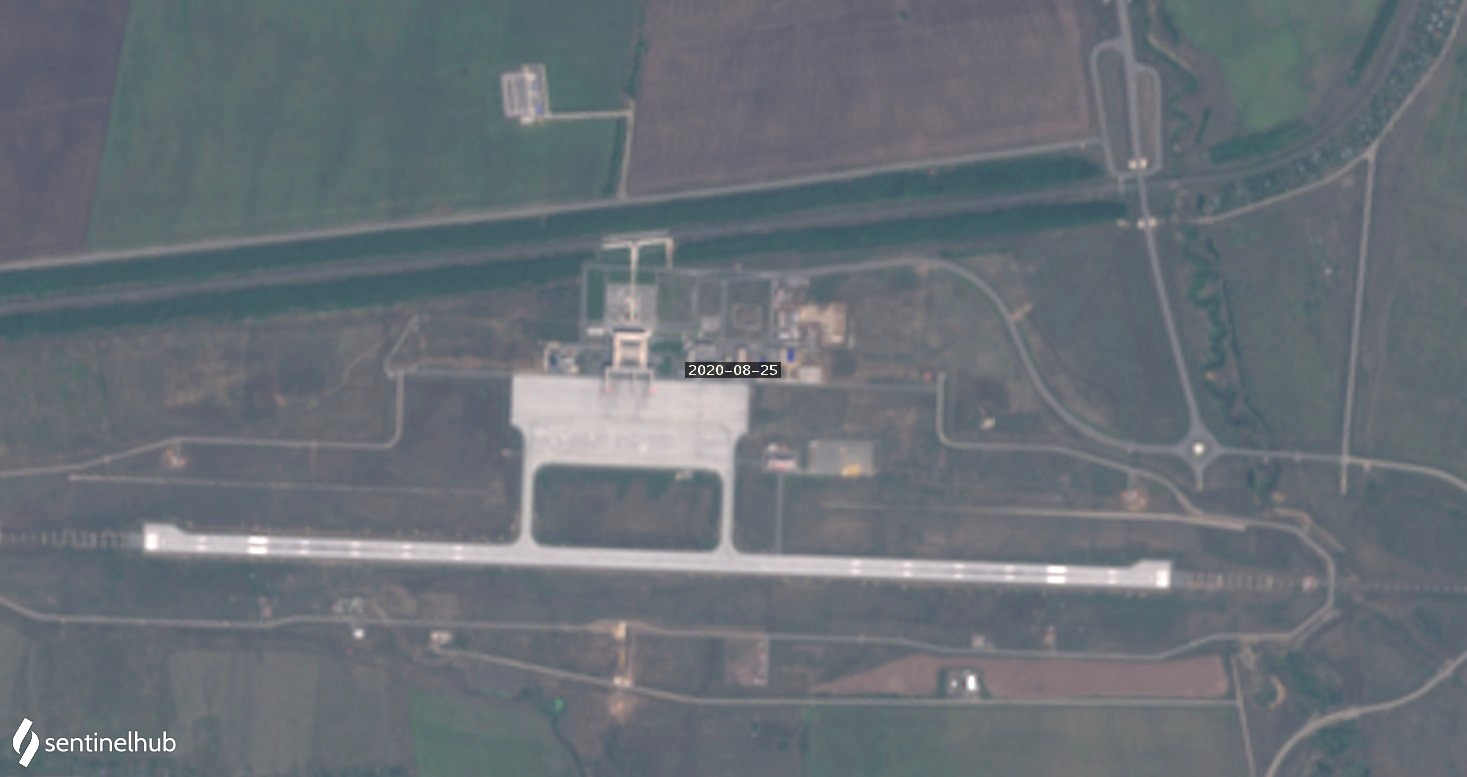
Космоснимок аэропорта во время эксплуатации (2020)

В июне 2017 года начато строительство пассажирского терминала.
22 мая 2018 года аэропорту присвоено название «Гагарин». Название было выбрано по результатам опроса населения Саратовской области.
К июлю 2018 года готовность здания пассажирского терминала нового аэропорта Саратова составила 33 %, что соответствовало графику строительства. Во всех зонах обслуживания пассажиров и технологических зонах начались отделочные работы. Перрон был полностью готов, были начаты работы по монтажу витражного остекления на фасаде здания: для пассажиров открылся панорамный вид на привокзальную площадь из зоны регистрации и на лётное поле из залов ожидания. Общая площадь витражного остекления составила более 8000 квадратных метров.
В сентябре 2018 года была продолжена укладка верхнего слоя ВПП (взлётно-посадочной полосы), производилась укладка на части ВПП, которая была построена до изменения проекта (ранее укладка не производилась из-за выявленных проблем с основанием ВПП). В январе 2019 года в пассажирском терминале нового саратовского аэропорта «Гагарин» приступили к монтажу системы обработки багажа. В пассажирском терминале аэропорта «Гагарин» предусмотрено 13 стоек регистрации пассажиров и багажа, включая одну стойку регистрации негабаритного груза. В залах прилёта внутренних и международных рейсов установлено по две ленты выдачи багажа.

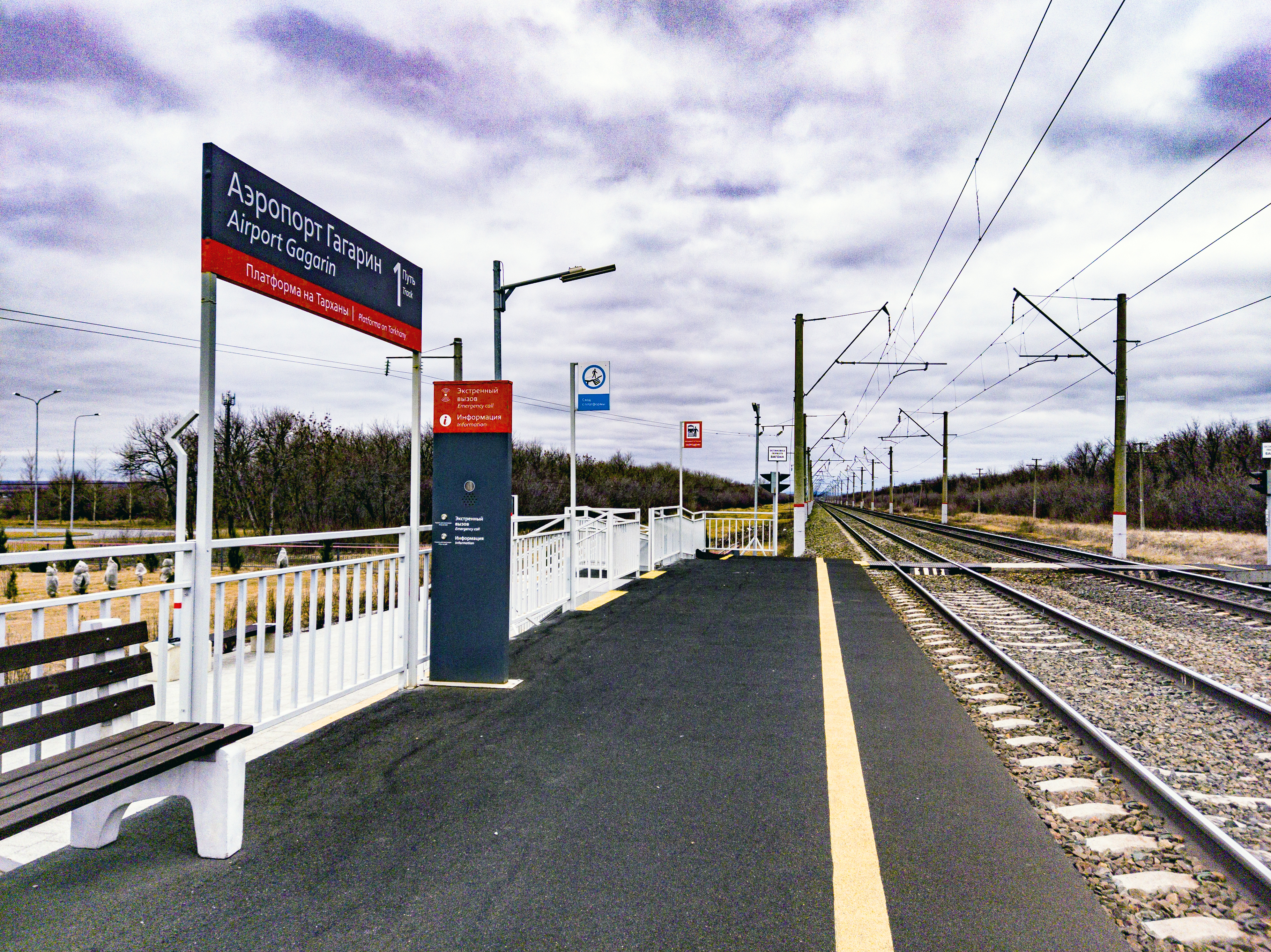
Остановочный пункт «Аэропорт Гагарин»

В апреле 2019 года рядом с аэропортовым комплексом «Гагарин» ОАО «РЖД» приступило к строительству нового остановочного пункта.
В это же время аэропорту в соответствии с резолюцией № 763, принятой конференцией Международной ассоциации воздушного транспорта (IATA), был присвоен код GSV (международный трёхбуквенный код). Присвоенный уникальный код сформирован путём использования названия аэропорта и города его расположения: G — Gagarin, SV — SaratoV.
12 августа 2019 года аэропорт получил сертификат авиационной безопасности. 18 августа того же года аэропорт принял технический рейс из Москвы. С 20 августа 2019 года аэропорт начал полноценный приём и отправку всех пассажирских рейсов, ранее обслуживавшихся аэропортом Саратов-Центральный. Для доставки пассажиров было организовано автобусное (пригородное и междугородное) и железнодорожное сообщение.
27 августа 2019 года новый саратовский аэропорт посетил президент России Владимир Путин.
В январе 2020 года аэропорт в соответствии с постановлением правительства РФ получил статус узлового, что, согласно тексту постановления, позволит ему «расширить маршрутную сеть …, в том числе с использованием субсидий для осуществления полётов в аэропорты, расположенные на территории разных субъектов РФ».
25 ноября 2020 года аэропорт была сертифицирован по II категории ICAO. Взлётно-посадочная полоса аэропорта была оснащена светосигнальным оборудованием, что позволило воздушным судам совершать взлётно-посадочные операции в более сложных метеоусловиях.
Аэропорт «Гагарин» стал вторым крупным аэропортом в современной России, который был построен «с нуля».
10 декабря 2020 года в Нью-Йорке VIP-зал аэропорта «Гагарин» стал победителем международной премии Best of Year Awards 2020. VIP-зал аэропорта «Гагарин», дизайн которого был разработан архитектурным бюро VOX Architects был единственным российским проектом, вышедшим в финал престижной архитектурной премии. В финале проект VIP-зала «Гагарина» конкурировал с такими архитектурными проектами, как лаунж-зона международного аэропорта Сиэтла, а также дизайном и архитектурными решениями аэропорта Нанаймо, расположенного в Британской Колумбии в Канаде.
В 2021 году аэропорт «Гагарин» обслужил 992 642 пассажира. Таким образом, пассажиропоток аэропорта впервые в своей истории с момента открытия составил почти 1 млн человек в год, что является его проектной мощностью, которая закладывалась при строительстве. По итогам 2021 года проект аэропорта «Гагарин» получил Гран-при в конкурсе «Стекло в архитектуре» в рамках Третьего международного форума индустрии архитектурного стекла «ArchGlass». Это единственный в России конкурс архитектурных проектов с применением стекла и светопрозрачных конструкций. Форум прошёл в Технопарке «Сколково». Международный аэропорт стал лауреатом 9-й национальной премии «Воздушные ворота России». Награждение по традиции прошло в Москве, в рамках Национальной выставки и форума инфраструктуры гражданской авиации NAIS. Аэропорт «Гагарин» стал победителем сразу в двух номинациях: «Лучший аэропорт с пассажиропотоком до 2 млн пассажиров в год» и «Самый комфортный аэропорт по итогам пассажирского голосования».
В 2023 году был достигнут рекордный показатель по пассажиропотоку с момента открытия аэропорта — перевезён один миллион пассажиров. В 2024 году международный аэропорт «Гагарин» обслужил 1 млн 150 тыс. пассажиров, 1 млн 112 тыс. из которых воспользовались внутрироссийскими рейсами. На международных направлениях было обслужено 37,5 тыс. пассажиров. Общий объём грузов и почты, обработанных в 2024 году, составил более 579 тонн.
12 апреля 2019 года в аэропорту была открыта аллея Космонавтов, которую заложила Герой Советского Союза, первая в мире женщина-космонавт Валентина Владимировна Терешкова, лично посадив первое дерево и установив памятный знак. Традицию установки памятных знаков с автографами продолжили летчик-космонавты Герои России Юрий Шаргин и Сергей Прокопьев. Они посетили новый саратовский аэропорт в числе почётных пассажиров тестового рейса перед официальным открытием. 27 августа 2019 года, на Аллее космонавтов состоялась церемония закладки памятного знака с именем и автографом Юрия Алексеевича Гагарина, в котором принимала участие его дочь Елена.
12 апреля 2021 года, в День космонавтики, состоялась церемония установки памятных знаков Герою Российской Федерации, лётчику-космонавту РФ Александру Скворцову и космонавту-испытателю отряда космонавтов «Роскосмоса» Ивану Вагнеру.

## Показатели деятельности
| 2019 год | 2020 год | 2021 год | 2022   | 2023   | 2024  |
| 0,258    | ↗0,534   | ↗0,983   | ↘0,977 | ↗1,069 | ↗1,15 |

## Авиакомпании и направления
Согласно расписанию на 26 мая 2025 года, из аэропорта Гагарин осуществляли рейсы следующие авиакомпании:

## Технологические характеристики
- Общий объём инвестиций — 20 млрд рублей[37].
- Общая площадь терминала составляет 23 тыс. м².
- Предусмотрено 3 телетрапа с возможностью установки ещё двух.
- Планируемая пропускная способность 1 млн пассажиров в год. Фактический объём перевозок в 2019 году составил 257 582[38], а в 2021 году — 992 642 пассажиров.
- Предусмотрено 25 стоянок воздушных судов[39].
- Оборудование аэродрома позволяет совершать посадку по категории II ICAO: с относительной высотой принятия решения не менее 30 м при дальности видимости на ВПП не менее 350 м[40].

## Галерея

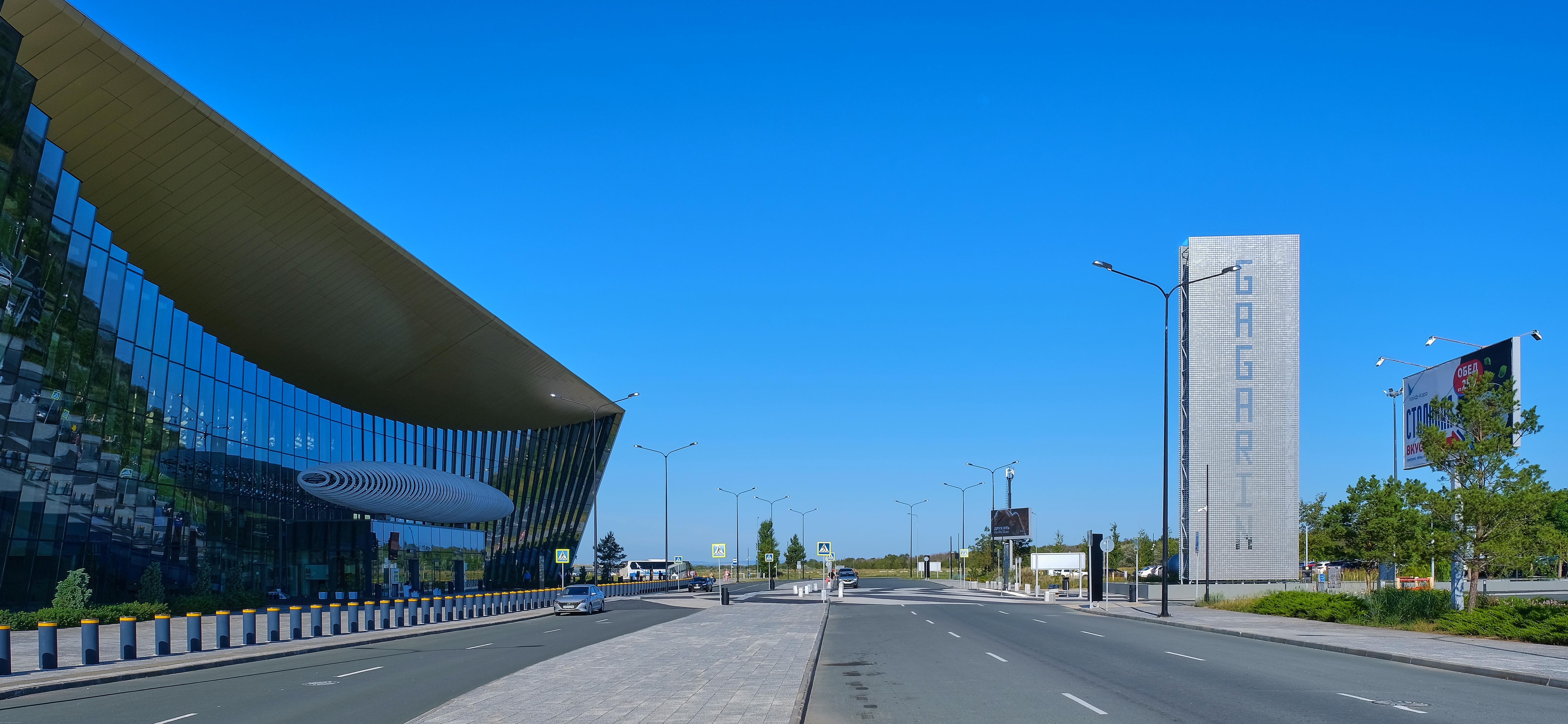
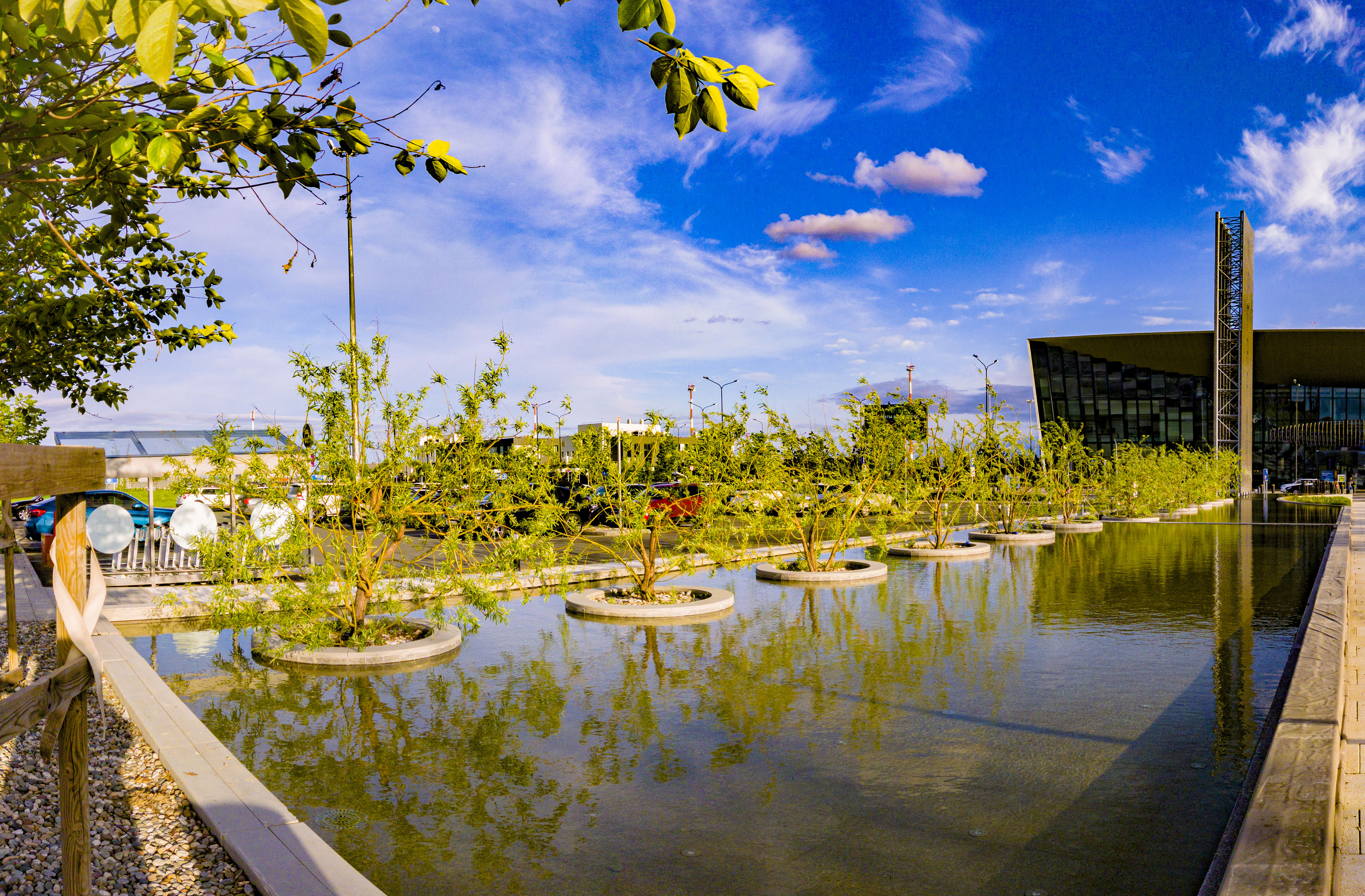
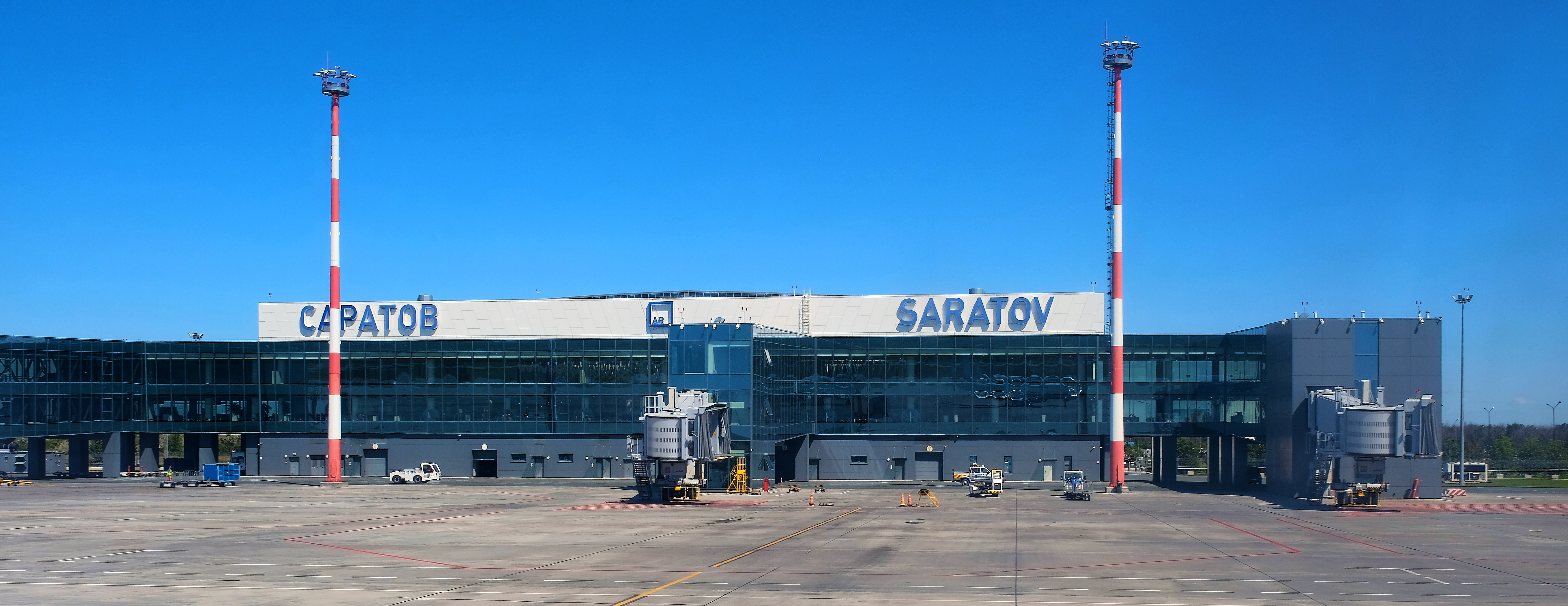
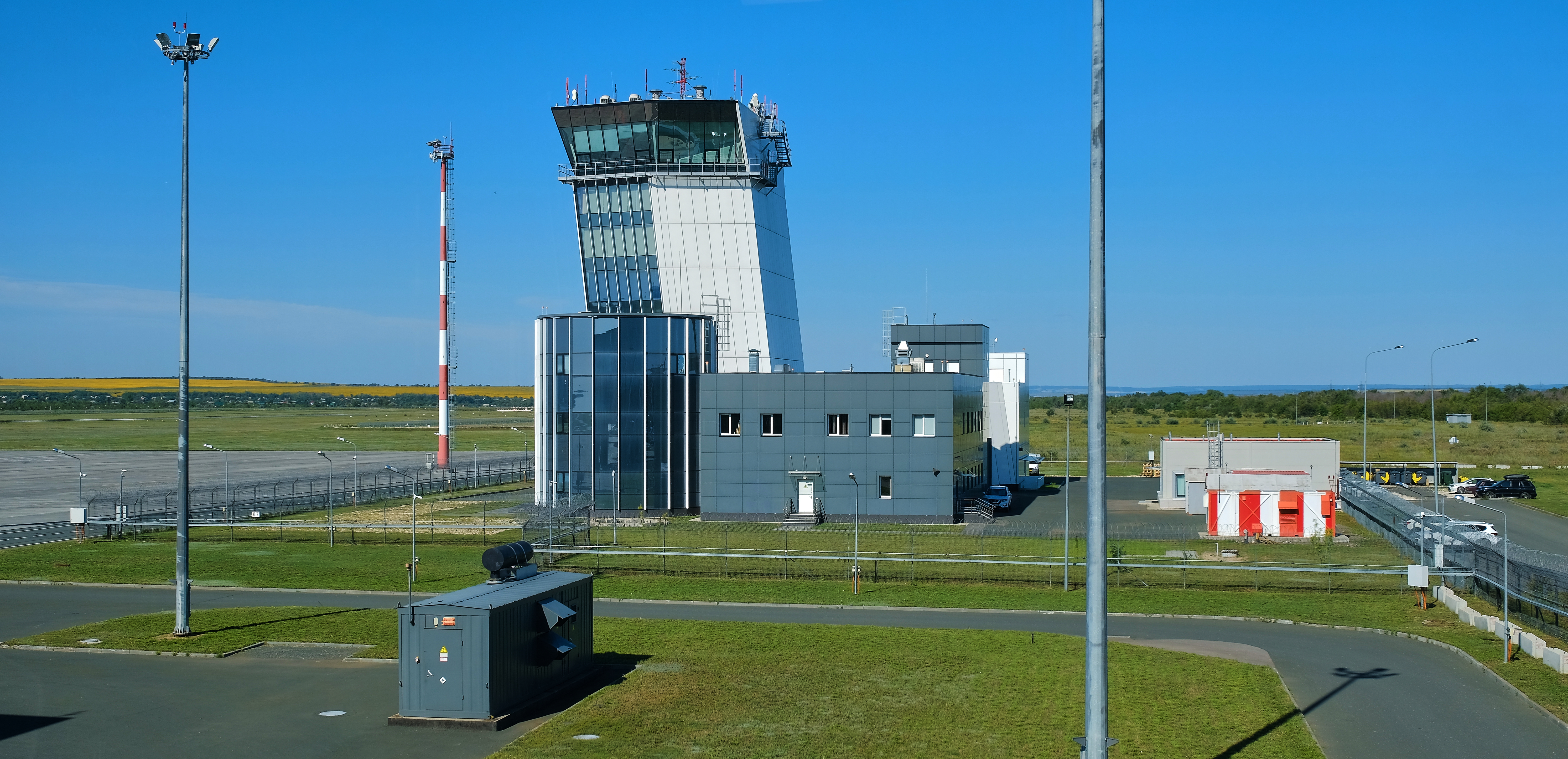
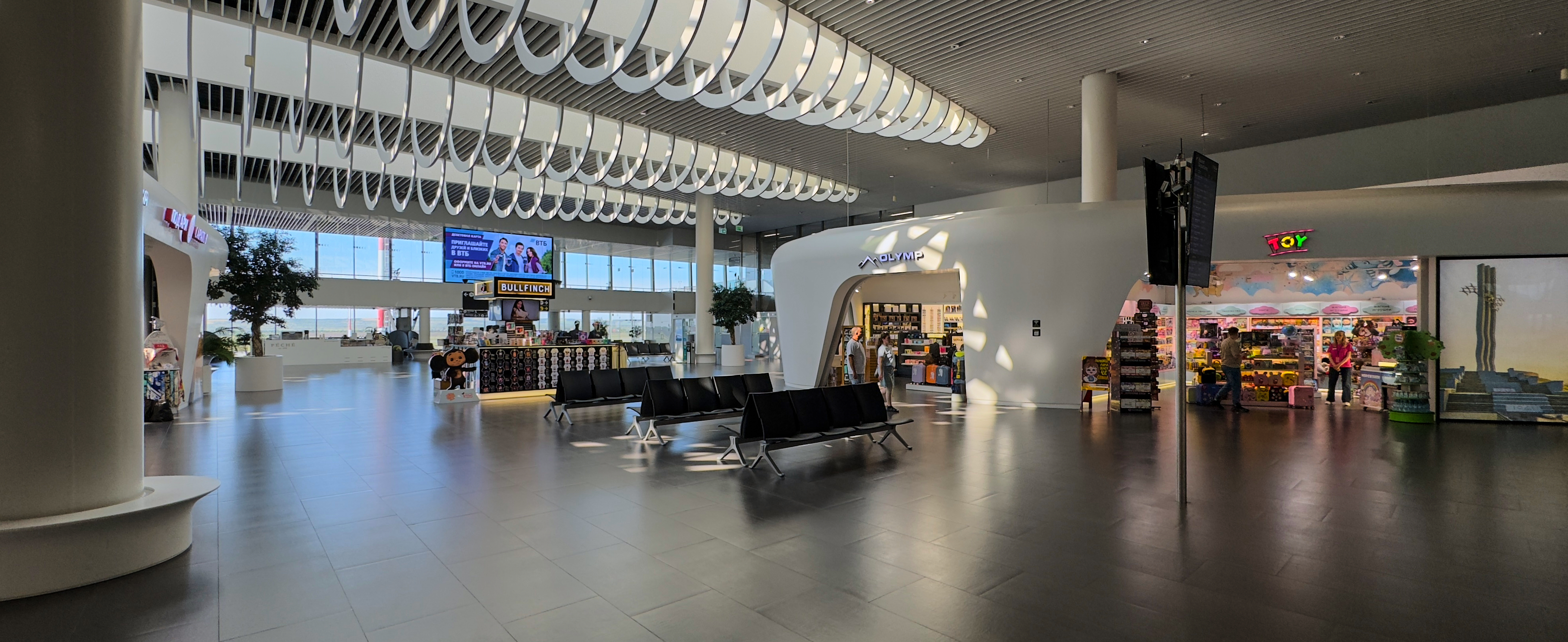
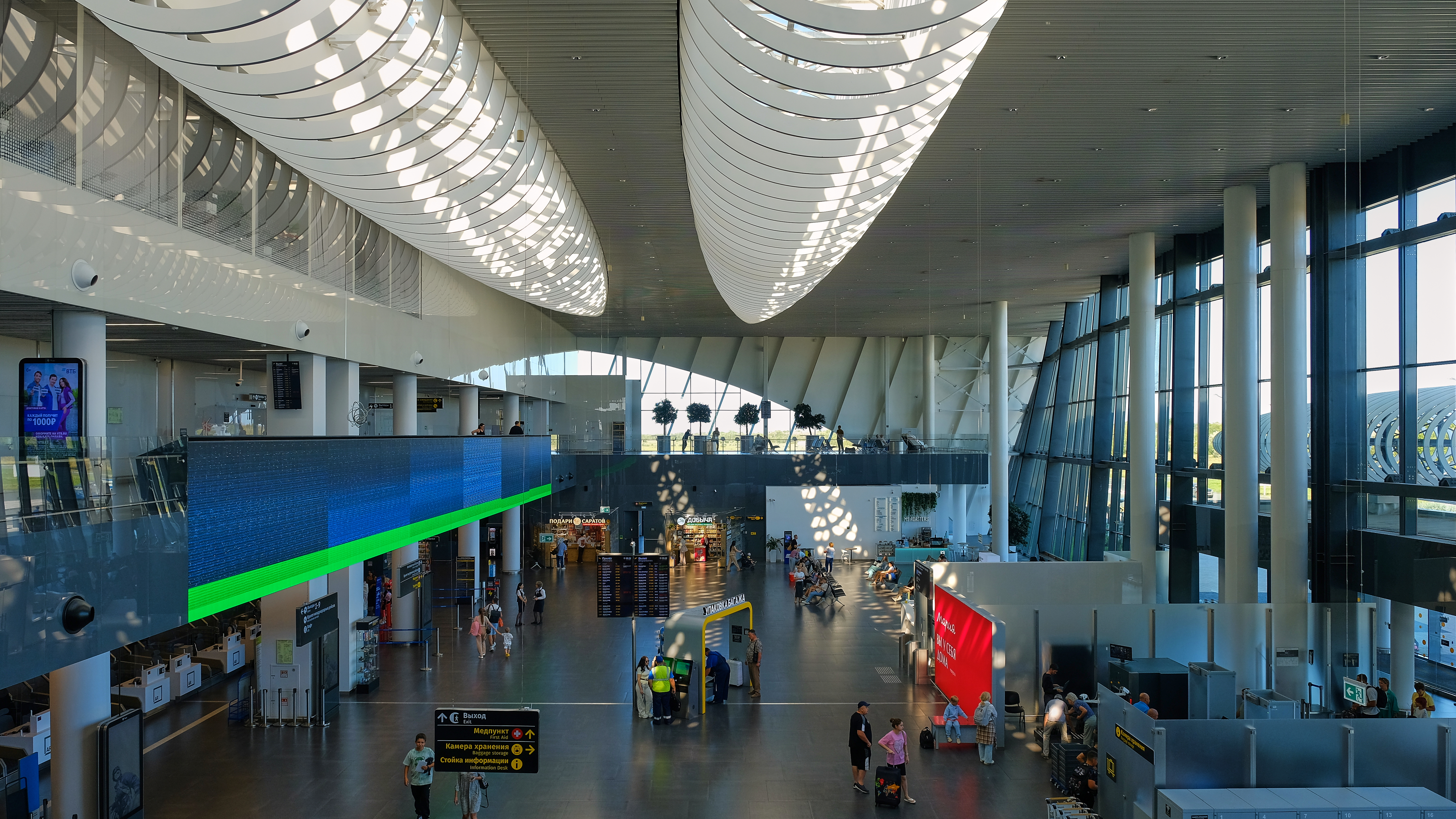
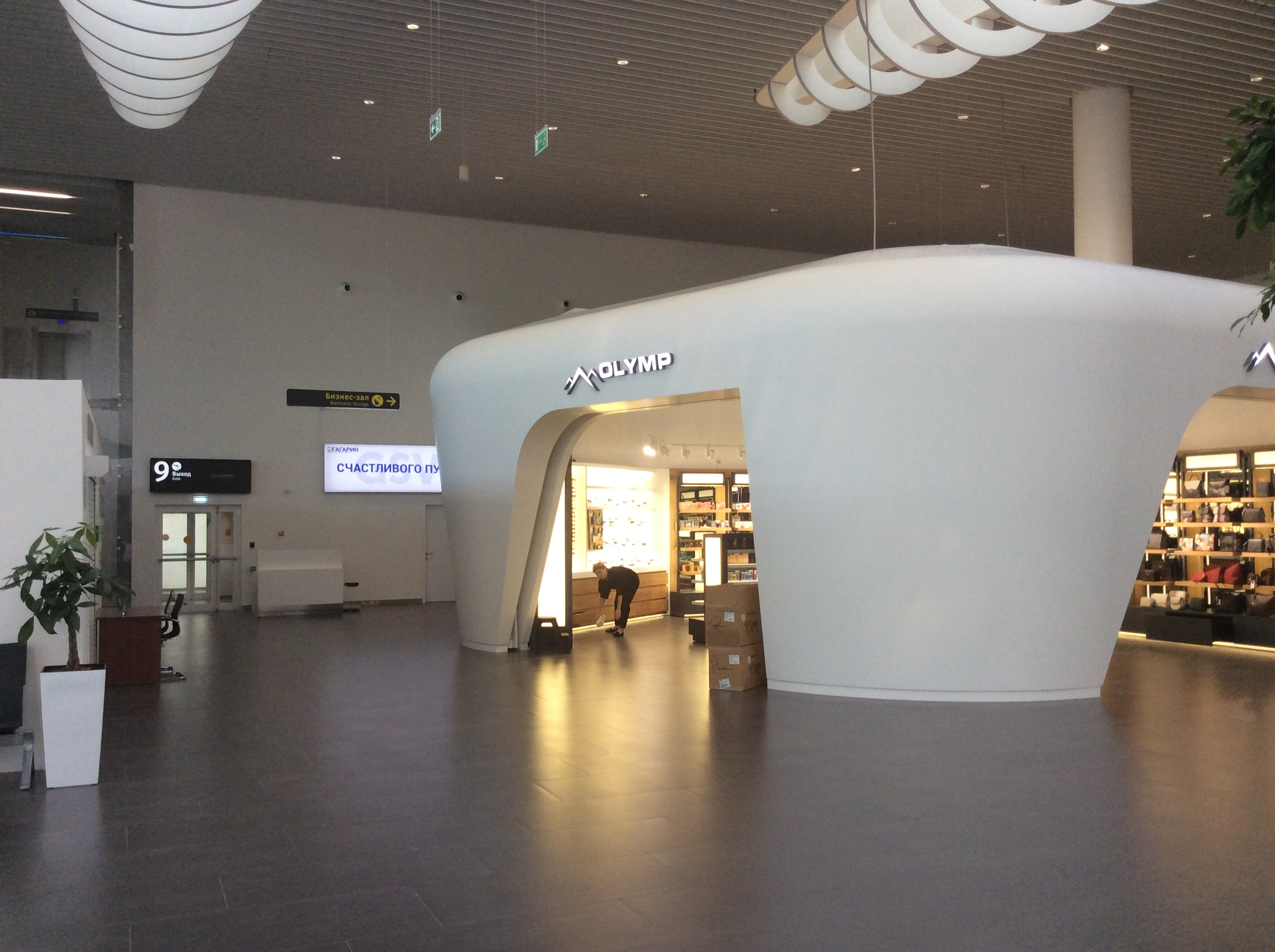